# Truman State University
Truman State University är ett offentligt universitet i Kirksville i Missouri i USA. Lärosätet grundades 1867 av Joseph Baldwin som North Missouri Normal School and Commercial College.

## Personer med koppling till universitetet

### Kända alumner och forskare

#### Politik och samhälle
- Beryl F. Carroll, politiker, guvernör
- Pat Danner, politiker, representanthusledamot
- Gale Schisler, politiker, representanthusledamot
- Eric Schmitt, politiker, senator
- Fred Schwengel, politiker, representanthusledamot

#### Underhållning och konst
- Jenna Fischer, skådespelare

#### Sport
- Glenn Jacobs, mer känd som Kane; fribrottare, politiker